# Scheldeprijs 2024
Lo Scheldeprijs 2024, centodecima edizione della corsa, valevole come prova dell'UCI ProSeries 2024 categoria 1.Pro, si è svolto il 3 aprile 2024 per un percorso di 205,3 km, con partenza da Terneuzen, nei Paesi Bassi, e arrivo a Schoten, in Belgio. La vittoria è stata appannaggio del belga Tim Merlier, il quale completò il percorso in 4h16'59" alla media di 47,970 km/h, precedendo il connazionale Jasper Philipsen e l'olandese Dylan Groenewegen.
Al traguardo di Schoten 137 ciclisti, dei 150 partiti da Terneuzen, portarono a termine la competizione.

## Squadre e corridori partecipanti
| N.      | Cod. | Squadra                   |
| ------- | ---- | ------------------------- |
| 1-7     | ADC  | Alpecin-Deceuninck        |
| 11-17   | SOQ  | Soudal Quick-Step         |
| 21-27   | IWA  | Intermarché-Wanty         |
| 31-37   | ARK  | Arkéa-B&B Hotels          |
| 41-47   | BOH  | Bora-Hansgrohe            |
| 51-57   | COF  | Cofidis                   |
| 61-67   | LTK  | Lidl-Trek                 |
| 71-77   | DFP  | Team DSM-Firmenich PostNL |
| 81-87   | JAY  | Team Jayco AlUla          |
| 91-97   | UAD  | UAE Team Emirates         |
| 101-107 | LTD  | Lotto Dstny               |

| N.      | Cod. | Squadra                |
| ------- | ---- | ---------------------- |
| 111-117 | AST  | Astana Qazaqstan Team  |
| 121-127 | IPT  | Israel-Premier Tech    |
| 131-137 | UXM  | Uno-X Mobility         |
| 141-147 | BWB  | Bingoal WB             |
| 151-157 | TFB  | Team Flanders-Baloise  |
| 161-167 | Q36  | Q36.5 Pro Cycling Team |
| 171-177 | TDT  | TDT-Unibet             |
| 181-187 | TEN  | TotalEnergies          |
| 191-197 | TUD  | Tudor Pro Cycling Team |
| 201-207 | BCY  | BEAT Cycling           |
| 211-217 | TIS  | Tarteletto-Isorex      |

## Ordine d'arrivo (Top 10)
| Pos. | Corridore         | Squadra     | Tempo    |
| ---- | ----------------- | ----------- | -------- |
| 1    | Tim Merlier       | Soudal      | 4h16'59" |
| 2    | Jasper Philipsen  | Alpecin     | s.t.     |
| 3    | Dylan Groenewegen | Jayco       | s.t.     |
| 4    | Cees Bal          | Astana      | s.t.     |
| 5    | Hugo Hofstetter   | Israel      | s.t.     |
| 6    | Søren Wærenskjold | Uno-X       | s.t.     |
| 7    | Sam Welsford      | Bora        | s.t.     |
| 8    | Matteo Moschetti  | Q36.5       | s.t.     |
| 9    | Madis Mihkels     | Intermarché | s.t.     |
| 10   | Matteo Trentin    | Tudor       | s.t.     |